# Zweier (Rudern)
Zweier ist im Rudersport die generische Bezeichnung für alle Ruderboote, in denen zwei Sportler rudern. Steuerleute werden dabei nicht mitgezählt. Der Zweier ist ein Mannschaftsboot und gehört ebenso wie der Einer zu den Kleinbooten, während Vierer und Achter als Großboote bezeichnet werden.
Der Zweier kann in sehr verschiedenen Konfigurationen (Bootsklassen) gebaut und gerudert werden, woraus entsprechend unterschiedliche typische Nutzungsszenarien folgen.

## Rennrudern

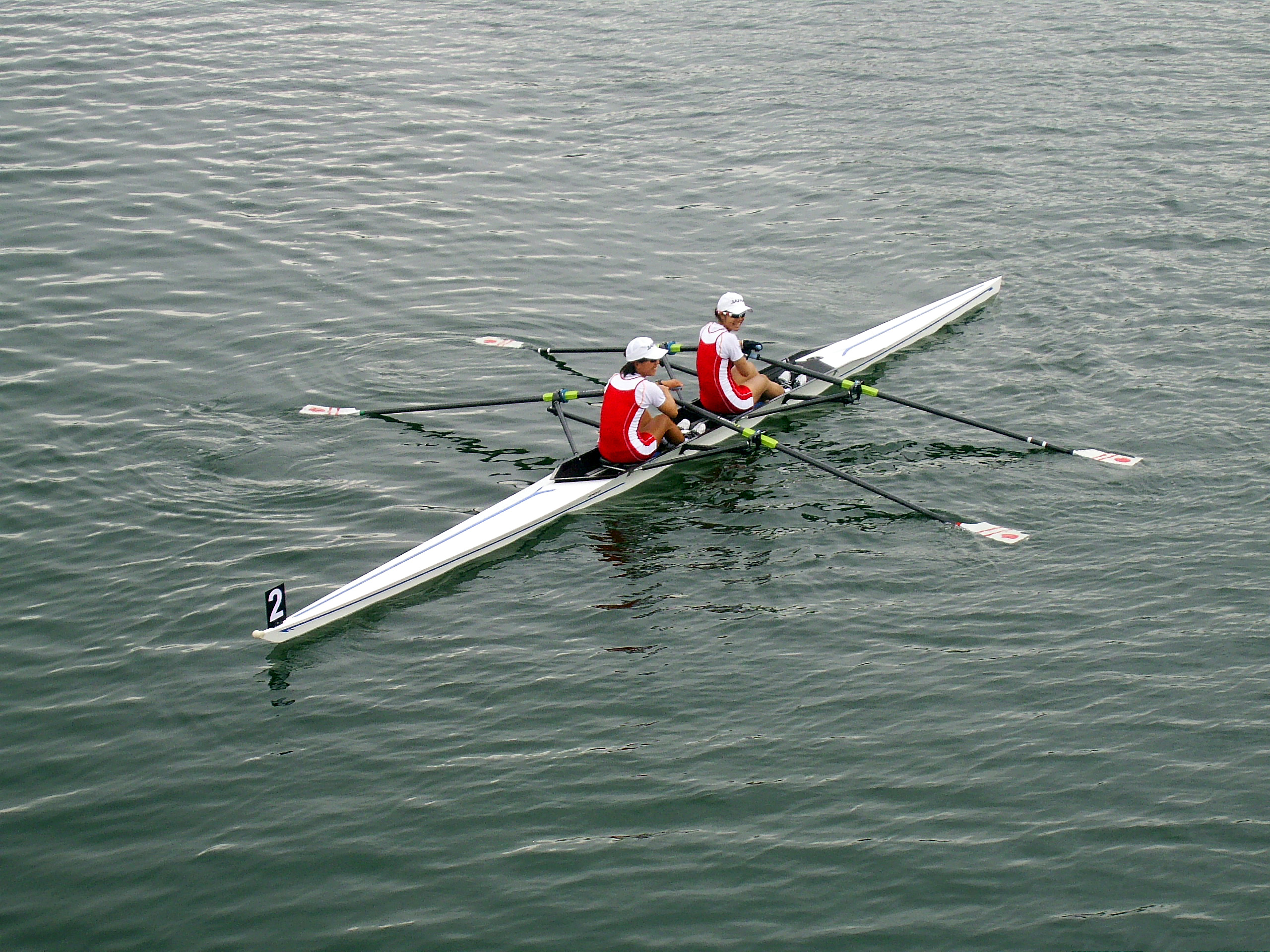
Doppelzweier

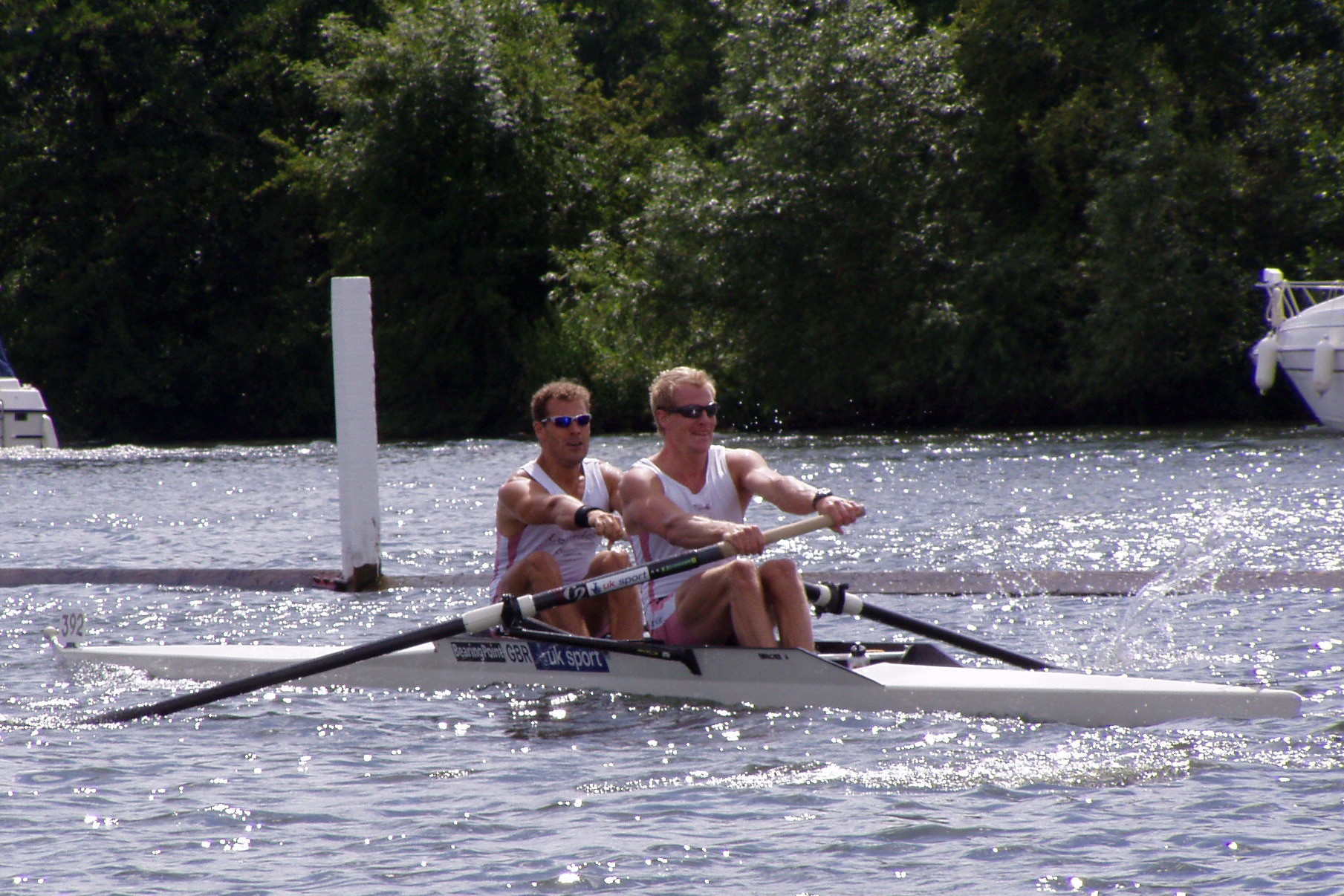
Zweier ohne Steuermann

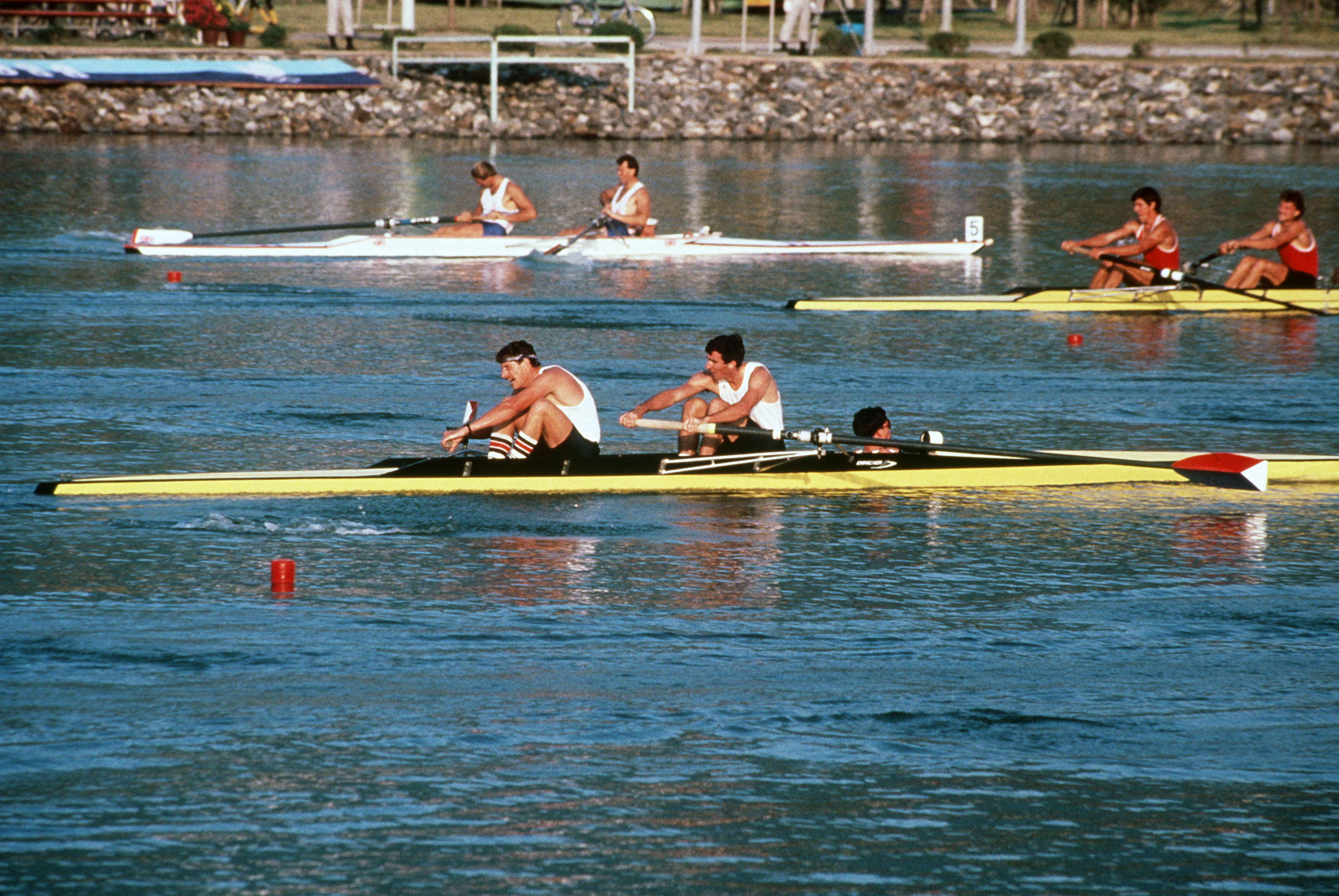
Zweier mit Steuermann

Beim Regattarudern werden heute vorwiegend Rennruderboote ohne Steuermann eingesetzt. Viele Bootsklassen sind auch als Leichtgewichtsklassen verbreitet. Wichtig im olympischen Programm und bei Ruder-Weltmeisterschaften sind insbesondere:
- Doppelzweier (2x): International ausgefahrene Skull-Bootsklasse
- Leichtgewichts-Doppelzweier (L2x): Einzige olympische Skull-Bootsklasse für Leichtgewichte. Das Boot selbst ist identisch zum Doppelzweier, die Mannschaftsmitglieder müssen allerdings zusätzlich die Bestimmungen zum Leichtgewichtsrudern einhalten.
- Zweier ohne Steuermann, auch Zweier-ohne genannt (2-): International ausgefahrene Riemen-Bootsklasse; da kein Steuermann an Bord ist, wird das Boot mit einem Fußsteuer von einem der Ruderer manövriert.
- Zweier mit Steuermann, auch Zweier-mit genannt (2+): Ehemals olympische Riemen-Bootsklasse; Heute wird sie noch bei Ruder-Weltmeisterschaften ausgefahren. Der Steuermann hat seinen Platz meist vorn liegend im Boot.

## Wanderrudern
Beim Freizeit- und Wanderrudern steht die Bootsgeschwindigkeit weniger im Fokus, weshalb seltener oder gar nicht Rennboote eingesetzt werden. Gigruderboote sind stattdessen bauartbedingt einfacher zu rudern, robuster in der Handhabung, praktischer in der Nutzung und meist auch etwas kostengünstiger zu bekommen. Gig-Zweier gibt es anders als die Gig-Vierer mit seltenen Ausnahmen nicht als Riemenboote.
- Gig-Doppelzweier mit Steuermann (G2x+): Die lagestabilen und robusten Boote können auch mit unerfahreneren Ruderern besetzt werden und verfügen über Stauraum für Gepäck und Verpflegung. Die gleichen Bootstypen werden auch in der Ruderausbildung genutzt.

## Ruderausbildung
Bei der Ausbildung von Ruderanfängern spielt die Lagestabilität des Bootes eine große Rolle, um Kenterungen zu vermeiden. Deshalb werden hier zunächst vornehmlich Gigruderboote (als Zweier) eingesetzt.
- Gig-Doppelzweier mit Steuermann (G2x+): Lagestabile Skull-Ausbildungsbootsklasse; Der Platz des Steuermannes befindet sich im Heck des Bootes, so dass er die beiden Ruderer sehen und anleiten kann. Häufig kann der Steuermann auch während des Ruderns an seinem Platz stehen und so besser die Ruderbewegung der Mannschaftsmitglieder beobachten.